# Accra Great Olympics FC
El Accra Great Olympics es un equipo de fútbol de la ciudad de Acra en Ghana, juega en la Liga Premier de Ghana, la liga de fútbol más importante del país.

## Historia
Fue fundado en el año 1954 en la capital Acra y ha ganado la Liga de fútbol de Ghana en 2 oportunidades y el torneo de copa en 3 oportunidades. A nivel internacional destacó en la Copa Africana de Clubes Campeones de 1971, donde alcanzó las semifinales.
Descendió en la temporada 2009-10 a causa de los malos resultados durante la temporada. Retornó a la máxima categoría en la temporada 2013/14.

## Palmarés
- Liga de fútbol de Ghana: 2

1970, 1974
- Copa de Ghana: 3

1975, 1983, 1995

## Participación en competiciones de la CAF
| Temporada | Torneo                            | Ronda            | Club               | Casa  | Visita | Global      |
| --------- | --------------------------------- | ---------------- | ------------------ | ----- | ------ | ----------- |
| 1971      | Copa Africana de Clubes Campeones | 1                | Abaluhya United    | 3-1   | 0-0    | 3-1         |
| 1971      | Copa Africana de Clubes Campeones | 2                | MMM Tamatave       | 4-0   | 1-2    | 5-2         |
| 1971      | Copa Africana de Clubes Campeones | Cuartos de final | Coffee United SC   | 2-0   | 0-0    | 2-0         |
| 1971      | Copa Africana de Clubes Campeones | Semifinales      | Asante Kotoko      | 1-1   | 0-1    | 1-2         |
| 1975      | Copa Africana de Clubes Campeones | 1                | Enugu Rangers      | 0-2   | 1-2    | 1-4         |
| 1984      | Recopa Africana                   | 1                | Djoliba AC         | 0-0   | 4-0    | 4-0         |
| 1984      | Recopa Africana                   | 2                | ASEC Mimosas       | 2-1   | 0-2    | 2-3         |
| 1992      | Recopa Africana                   | 1                | Invincible Eleven  | 0-1   | 2-0    | 2-1         |
| 1992      | Recopa Africana                   | 2                | DC Motema Pembe    | 1-0   | 2-4    | 3-4         |
| 1996      | Recopa Africana                   | 1                | ASF Douanes        | w.o.1 | w.o.1  | w.o.1       |
| 1999      | Copa CAF                          | 1                | Etoile Filante     | 3-2   | 0-2    | 3-4         |
| 2000      | Recopa Africana                   | 1                | Al Ittihad Tripoli | 2-0   | 0-2    | 2-2 (2-3 p) |

1- Great Olympics abandonó el torneo.

## Ex Entrenadores
- Ashfor Tettey
- George Afriyie
- Cecil Jones Attuquayefio (1974-1984)
- David Duncan (2001-2003)
- Ken Augustt (2011-2012)
- Kassim Mingle (2015-)

## Jugadores

### Jugadores destacados
| - Daniel Addo - Issah Ahmed - George Alhassan - Aziz Ansah - Godwin Attram - Francis Boadi - Emmanuel Clottey - Laryea Kingston - Richard Kingson - Razak Pimpong - Daniel Quaye - Richard Bruce Nanka - Augustine Adodfo - Alex Agorbia - Yaw Edem Michael Aklotsoe - Malik Akowuah - Daniel Akrofi - Bright Allotey - Emmanuel Gabriel Amarfio - Michael Annan - Nat Ansah - Emmanuel Ansong - Micheal Asante - Solomon Kwame Awuku - Abdul Basit | - Kwesi Bonsu - Isaac Borketey Bortey - Ayitey Botchway - Sheriff Deen Mohammed - Moses Doglo - Winfred Dormon - Joseph Halm - Acquah Harrison - Ali Ibrahim - Salifu Ibrahim - Ismaila Iddrisu - Francis Impraim - Sam Kobeah-Amanfi - Seth Konadu - Nicholas Kwesi - Deen Labaran - Samuel Laryea - Francis Mantey - Benjamin Mensah - Emmanuel Mensah - Joseph Mensah - Kabiru Moro - Kwesi Nicholas - Mohammed Num - Asare Edwin Nyarko | - David Nyarko - Michael Amamoo Ocansey - David Ofei - Owusu Sefa - Francis Patamia - Andrew Pomeyie - Daniel Quao - Amui Quaye - Awuley Quaye - Zakaria Siedu - Edward Sosu - Samuel Sowadah - Mohammed Tanko - Kwabena Yaro - Frank Yeboah - Ahmed Zakari - Haruna Alhassan - Abdul Basit - Ricky Anthony Nimo |